# Calmon (Brésil)
Pour les articles homonymes, voir Calmon.
Calmon est une ville brésilienne située dans la mésorégion Ouest de Santa Catarina, dans l'État de Santa Catarina.

## Généralités
La communauté de São Roque, déjà installée dans la région, changea de nom en 1909 pour devenir Calmon, lors de l'inauguration de la gare ferroviaire par le ministre des Travaux Publics, Miguel Calmon Du Pin e Almeida. La localité crût alors non loin de la ligne de chemin de fer, vivant de l'exploitation du bois. Elle abritait la 2e plus grande scierie d'Amérique du Sud, alimentée par des forêts d'araucarias. Durant la guerre du Contestado, le 5 septembre 1914, les sertanejos incendièrent la gare et détruisirent la scierie.

## Géographie
Calmon se situe par une latitude de 26° 36′ 00″ sud et par une longitude de 51° 05′ 49″ ouest, à une altitude de 1 200 mètres. Sa population était de 3 380 habitants au recensement de 2010. La municipalité s'étend sur 640 km2.
Elle fait partie de la microrégion de Joaçaba, dans la mésorégion Ouest de Santa Catarina.

## Villes voisines
Calmon est voisine des municipalités (municípios) suivantes :
- Caçador
- General Carneiro dans l'État du Paraná
- Lebon Régis
- Matos Costa
- Porto União
- Timbó Grande